# یواف‌سی
مسابقات قهرمانی مبارزه نهایی (به انگلیسی: Ultimate Fighting Championship) یا یواف‌سی (اختصاری UFC)، یک رسانه جمعی و شرکت هنرهای رزمی ترکیبی (ام‌ام‌ای) آمریکایی است که توسط گروه تی‌کی‌او که زیرمجموعه شرکت اندیور است، اداره می‌شود. یواف‌سی بزرگ‌ترین سازمان برگزارکننده مسابقات هنر های رزمی ترکیبی و میزبان بهترین مبارزان این رشته در جهان است. این سازمان مسابقات خود را در دوازده وزن جداگانه و در مکان‌های مختلف دنیا برگزار می‌کند. رئیس کنونی آن، دینا وایت که از سال ۲۰۰۱ عهده دار این منصب است، یو‌اف‌سی را از یک شرکت کوچک به یک شرکت باارزش چندمیلیارد دلاری تبدیل کرد.
یو‌اف‌سی توسط کارآفرین، آرت داوی، و رزمی کار برزیلی، روریون گریسی تاسیس شد و اولین رویداد در سال ۱۹۹۳ در دنور، کلرادو برگزار شد. هدف از مسابقات یو‌اف‌سی در آن زمان، شناسایی موثرترین و بهترین هنر رزمی در بین تمام هنر های رزمی در مسابقه ای با حداقل قوانین و بدون کلاس وزنی بین رقبای رشته های مختلف مبارزه بود. در رویدادهای بعدی، قوانین سخت گیرانه تری ایجاد شد و مبارزان شروع به استفاده از تکنیک های موثر از بیش از یک رشته رزمی کردند که به طور غیرمستقیم به ایجاد سبک جداگانه ای از مبارزه به نام هنرهای رزمی ترکیبی امروزی کمک کرد.
یو‌اف‌سی در ابتدا تحت مالکیت گروه سرگرمی سمافور بود تا اینکه با مشکلات مالی روبرو شد و در سال ۲۰۰۱ به برادران فرانک و لورنزو فرتیتا فروخته شد، که شرکت زافا را برای اداره یو‌اف‌سی تشکیل دادند و دینا وایت را به عنوان رئیس آن منصوب کردند. در سال ۲۰۱۶، شرکت مادر یواف‌سی، زافا، به گروهی که اکنون با نام اندیور شناخته می‌شود ولی در آن زمان با نام آژانس ویلیام موریس اندیور شناخته می‌شد، به مبلغ ۴ میلیارد دلار فروخته شد. در سال ۲۰۱۷، این شرکت نام هلدینگ خود را به اندیور تغییر داد و چهار سال بعد، در سال ۲۰۲۱، اندیور سایر مالکان زافا را به ارزش ۱/۷ میلیارد دلار خریداری کرد.
با یک معامله تلویزیونی و گسترش در استرالیا، آسیا، اروپا و بازارهای جدید در ایالات متحده، یو‌اف‌سی به پوشش رسانه ای اصلی بیشتری دست یافته است. این شرکت در سال ۲۰۱۵، ۶۰۹ میلیارد دلار درآمد کسب کرد و قرارداد حق پخش آن با شبکه ای‌اس‌پی‌ان در یک دوره پنج ساله ۱/۵ میلیارد دلار ارزش داشت.
در آوریل ۲۰۲۳، اندیور اعلام کرد که یو‌اف‌سی با شرکت کشتی حرفه‌ای دبلیودبلیوئی ادغام خواهد شد تا گروه تی‌کی‌او (به انگلیسی: TKO Group Holdings) را تشکیل دهد؛ یک شرکت عمومی جدید که اکثریت آن متعلق به اندیور است و وینس مک‌من به عنوان رئیس اجرایی نهاد جدید و دینا وایت به عنوان مدیرعامل اجرایی و رئیس یو‌اف‌سی خواهدبود که این ادغام در ۱۲ سپتامبر ۲۰۲۳ تکمیل شد.

## تاریخچه

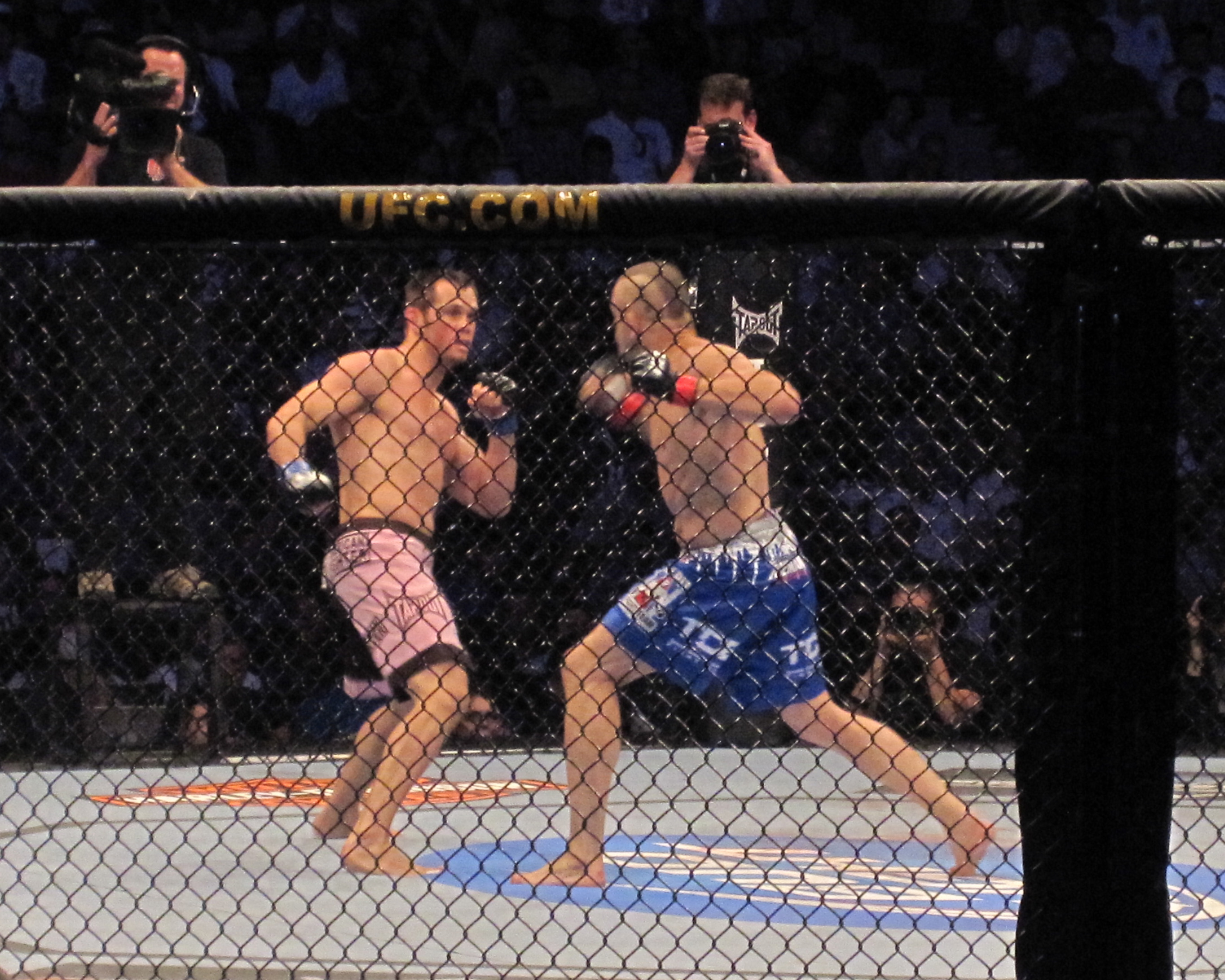
مبارزهٔ چاک لیدل و ریچ فرانکلین در یواف‌سی۱۵

نخستین مبارزه یواف‌سی در سال ۱۹۹۳ در شهر دنور ایالت کلرادو برگزار شد. مبارزان رشته‌های مختلف رزمی همچون بوکس، جوجیتسو برزیلی، تکواندو، کشتی، موی تای، کاراته، جوجیتسو ،ووشو، در مبارزاتی با حداقل قوانین محدودکننده رودرروی یکدیگر قرار گرفتند تا مؤثرترین هنر رزمی در یک مبارزه واقعی مشخص شود اما مبارزان مسابقات یواف‌سی در مسابقات بعدی به استفاده از تکنیک‌های رشته‌های رزمی دیگر روی آوردند و این زمینه‌ساز پیدایش یک سبک رزمی جدید شد که امروزه آن را با نام هنرهای رزمی ترکیبی می‌شناسیم.
برخلاف انتظار بسیاری در مسابقات یواف‌سی خون‌ریزی فراوانی اتفاق نمی‌افتد، بلکه نتیجهٔ بیشتر نبردها در حالت خاک مشخص می‌شود. یکی از مبارزان روی سینه دیگری قرار گرفته و دو مبارز گاه برای دقایق طولانی بر روی یکدیگر می‌لولند و به ندرت ناک اوت‌های تماشایی دیده می‌شود.
مسابقات یواف‌سی مخالفان و منتقدانی نیز دارد که به خشونت فراوان این مبارزات معترض بوده و خواهان ممنوعیت آن هستند. جان مک کین سناتور بانفوذ آمریکایی و از رهبران حزب جمهوری‌خواه که از هواداران پروپاقرص ورزش بوکس بود در سال ۱۹۹۶ در نامه‌ای به فرمان‌داران ایالت‌های آمریکا خواستار ممنوعیت مسابقات یواف‌سی به دلیل وحشیانه بودن شده بود.
ورزشگاه unighted chapionship آمریکایی با ظرفیت ۲۷۰۰۰۰ نفر تماشاچی در آن سال‌ها پذیرای این مسابقات حساس بود. در تاریخ ۱۰ ژانویه ۲۰۲۰ اعلام شد که ونوم به جای ریباک (به انگلیسی: Reebok) به شریک رسمی یواف‌سی تبدیل خواهد شد و در مارس ۲۰۲۱ قرارداد ۲ ساله آن امضاء شد.

## قوانین
مسابقات یواف سی بر روی یک سکو درون یک قفس فلزی برگزار می‌شود. قوانین محدودکنندهٔ ناچیز این مسابقات باعث می‌شود تا اکثر تکنیک‌های رشته‌های مختلف رزمی از جمله ضربات دست و پا و فنون گلاویزی آزاد باشد. اما حرکاتی چون گاز گرفتن، فروکردن انگشت در چشم، حمله به بیضه، کشیدن مو، کله زدن، قرار دادن انگشت در هر یک از منافذ بدن رقیب، ضربه به مهره‌های ستون فقرات و نخاع، ضربه رو به پایین با مفصل آرنج، هر نوع ضربه به گلو، نیشگون گرفتن یا چنگ زدن بافت‌های گوشتی حریف، گرفتن پستان، و ضربه لگد یا زانو به حریفی که بر روی زمین افتاده‌است، در قوانین یواف‌سی خطا محسوب می‌شوند.

## مبارزان با تبار ایرانی
چندین مبارز از ایران در رقابت‌های هنرهای رزمی ترکیبی یواف‌سی حضور دارند. کمال شعله ورز، رضا مددی، بنیل داریوش، گغارد موساسی، امیر سعدالله و پانی کیانزاد مبارزان ایرانی‌تبار در رقابت‌های یواف‌سی هستند. گغارد موساسی از قدیمی‌ترین مبارزین ایرانی رقابت‌های یواف‌سی است. بنیل داریوش که از ایرانیان آشوری مقیم آمریکا است، از جمله موفق‌ترین مبارزان ترکیبی ایرانی‌الاصل به‌شمار می‌رود که موفق شده‌است در رده‌بندی یواف‌سی جز ده مبارز برتر دسته سبک‌وزن شود، و نیز مبارزان نامداری مثل جیم میلر و مایکل جانسون را شکست دهد. مکوان امیرخانی در اولین مبارزه‌ای که در یواف‌سی انجام داد، حریفش را در ۷ ثانیه ناک‌اوت کرد.

## تقسیم‌بندی اوزان
| کلاس وزنی                                    | وزن                       | وزن                       | تفاوت                  |
| مبارزه برای عنوان                            | مبارزه برای غیر از عنوان  |                           | تفاوت                  |
| -------------------------------------------- | ------------------------- | ------------------------- | ---------------------- |
| کاه‌وزن (به انگلیسی: Strawweight)             | ۱۱۵ پوند (۵۲٫۲ کیلوگرم)   | ۱۱۶ پوند (۵۲٫۶ کیلوگرم)   | +۱۰ پوند (۴٫۵ کیلوگرم) |
| مگس‌وزن (به انگلیسی: Flyweight)               | ۱۲۵ پوند (۵۶٫۷ کیلوگرم)   | ۱۲۶ پوند (۵۷٫۲ کیلوگرم)   | +۱۰ پوند (۴٫۵ کیلوگرم) |
| +۱۰ پوند (۴٫۵ کیلوگرم)                       | ۱۲۵ پوند (۵۶٫۷ کیلوگرم)   | ۱۲۶ پوند (۵۷٫۲ کیلوگرم)   |                        |
| خروس‌وزن (به انگلیسی: Bantamweight)           | ۱۳۵ پوند (۶۱٫۲ کیلوگرم)   | ۱۳۶ پوند (۶۱٫۷ کیلوگرم)   |                        |
| +۱۰ پوند (۴٫۵ کیلوگرم)                       | ۱۳۵ پوند (۶۱٫۲ کیلوگرم)   | ۱۳۶ پوند (۶۱٫۷ کیلوگرم)   |                        |
| پروزن (به انگلیسی: Featherweight)            | ۱۴۵ پوند (۶۵٫۸ کیلوگرم)   | ۱۴۶ پوند (۶۶٫۲ کیلوگرم)   |                        |
| +۱۰ پوند (۴٫۵ کیلوگرم)                       | ۱۴۵ پوند (۶۵٫۸ کیلوگرم)   | ۱۴۶ پوند (۶۶٫۲ کیلوگرم)   |                        |
| سبک‌وزن (به انگلیسی: Lightweight)             | ۱۵۵ پوند (۷۰٫۳ کیلوگرم)   | ۱۵۶ پوند (۷۰٫۸ کیلوگرم)   |                        |
| +۷٫۵ پوند (۳٫۴ کیلوگرم)                      | ۱۵۵ پوند (۷۰٫۳ کیلوگرم)   | ۱۵۶ پوند (۷۰٫۸ کیلوگرم)   |                        |
| فوق‌سبک‌وزن (به انگلیسی: Super lightweight)    | ۱۶۲٫۵ پوند (۷۳٫۷ کیلوگرم) | ۱۶۳٫۵ پوند (۷۴٫۲ کیلوگرم) |                        |
| +۷٫۵ پوند (۳٫۴ کیلوگرم)                      | ۱۶۲٫۵ پوند (۷۳٫۷ کیلوگرم) | ۱۶۳٫۵ پوند (۷۴٫۲ کیلوگرم) |                        |
| ولتروزن (به انگلیسی: Welterweight)           | ۱۷۰ پوند (۷۷٫۱ کیلوگرم)   | ۱۷۱ پوند (۷۷٫۶ کیلوگرم)   |                        |
| +۷٫۵ پوند (۳٫۴ کیلوگرم)                      | ۱۷۰ پوند (۷۷٫۱ کیلوگرم)   | ۱۷۱ پوند (۷۷٫۶ کیلوگرم)   |                        |
| فوق‌ولتروزن (به انگلیسی: Super welterweight)  | ۱۷۷٫۵ پوند (۸۰٫۵ کیلوگرم) | ۱۷۸٫۵ پوند (۸۱٫۰ کیلوگرم) |                        |
| +۷٫۵ پوند (۳٫۴ کیلوگرم)                      | ۱۷۷٫۵ پوند (۸۰٫۵ کیلوگرم) | ۱۷۸٫۵ پوند (۸۱٫۰ کیلوگرم) |                        |
| میان‌وزن (به انگلیسی: Middleweight)           | ۱۸۵ پوند (۸۳٫۹ کیلوگرم)   | ۱۸۶ پوند (۸۴٫۴ کیلوگرم)   |                        |
| +۱۰ پوند (۴٫۵ کیلوگرم)                       | ۱۸۵ پوند (۸۳٫۹ کیلوگرم)   | ۱۸۶ پوند (۸۴٫۴ کیلوگرم)   |                        |
| فوق‌متوسط‌وزن (به انگلیسی: Super middleweight) | ۱۹۵ پوند (۸۸٫۵ کیلوگرم)   | ۱۹۶ پوند (۸۸٫۹ کیلوگرم)   |                        |
| +۱۰ پوند (۴٫۵ کیلوگرم)                       | ۱۹۵ پوند (۸۸٫۵ کیلوگرم)   | ۱۹۶ پوند (۸۸٫۹ کیلوگرم)   |                        |
| نیمه‌سنگین‌وزن (به انگلیسی: Light Heavyweight) | ۲۰۵ پوند (۹۳٫۰ کیلوگرم)   | ۲۰۶ پوند (۹۳٫۴ کیلوگرم)   |                        |
| +۲۰ پوند (۹٫۱ کیلوگرم)                       | ۲۰۵ پوند (۹۳٫۰ کیلوگرم)   | ۲۰۶ پوند (۹۳٫۴ کیلوگرم)   |                        |
| کروزوزن (به انگلیسی: Cruiserweight)          | ۲۲۵ پوند (۱۰۲٫۱ کیلوگرم)  | ۲۲۶ پوند (۱۰۲٫۵ کیلوگرم)  |                        |
| +۴۰ پوند (۱۸٫۱ کیلوگرم)                      | ۲۲۵ پوند (۱۰۲٫۱ کیلوگرم)  | ۲۲۶ پوند (۱۰۲٫۵ کیلوگرم)  |                        |
| سنگین‌وزن (به انگلیسی: Heavyweight)           | ۲۶۵ پوند (۱۲۰٫۲ کیلوگرم)  | ۲۶۶ پوند (۱۲۰٫۷ کیلوگرم)  |                        |
| نامحدود                                      | ۲۶۵ پوند (۱۲۰٫۲ کیلوگرم)  | ۲۶۶ پوند (۱۲۰٫۷ کیلوگرم)  |                        |
| فوق‌سنگین‌وزن (به انگلیسی: Super heavyweight)  | نامحدود                   | نامحدود                   |                        |